# Teherán
Teherán (perzsául: تهران [Tehrán], tudományos átiratban Tehrân) Irán fővárosa, Teherán tartomány központja. Lakóinak száma a 2020-as évek közepén közel 10 millió fő, az agglomerációval együtt kb. 16,8 millió fő, így Irán és Nyugat-Ázsia legnépesebb városa (Isztambult nem számolva), Kairó után a Közel-Kelet második legnagyobb városa. 
A Mercer 2023-ban, a világ legélhetőbb városainak listáján 241 nagyváros közül a 214. helyre sorolta.
Az erős légszennyezés és a földrengések miatt tervek merültek fel a főváros áthelyezésére, de eddig egyik projektet sem hagyták jóvá.

## A szó eredete
A város nevének eredete nem tisztázott, etimológiájáról több elmélet is létezik. A legvalószínűbbnek tartott teória szerint a Tiran/Tirgan szóból származtatható, amelynek jelentése „Tir hajléka”. (Tir a zoroasztriánusok istensége, a görög Hermész megfelelője.) Az ókori Parthiában létezett egy Tiran nevű település Mehran – azaz Mehr, a zoroászteri napisten hajléka – szomszédságában. Mindkettő falucska volt Ragesz (Réj) város közelében. Mehran ma lakóövezet Nagy-Teheránban, Réj pedig Teherán egyik déli külvárosa.
Egy másik elmélet szerint Teherán jelentése „meleg hely”, szemben a „hideg helyekkel”, mint amilyen például Semirán. Vannak források, amelyek szerint Teherán pontos jelentése perzsául „meleg hegyi lanka” (دامنه گرم).
Mások szerint a szó egyszerűen két hegy közti lankát jelent (دامنه ی بین دو کوه).

## Földrajz

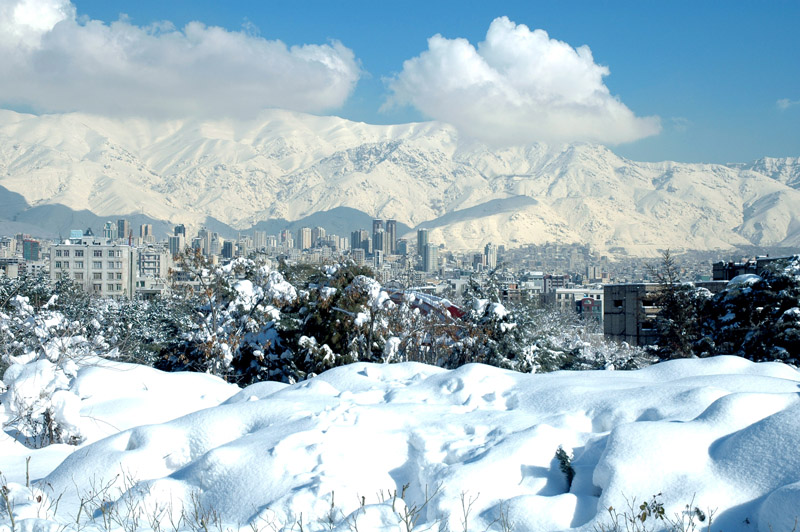
Hóesés Teheránban

A város az Elburz lábánál, 1100–1700 méteres tengerszint feletti magasságban, egy három oldalról hegyekkel körülvett völgyben, 658 km²-en terül el.

### Éghajlat
Éghajlata száraz kontinentális. Mivel a város kiterjedt, így jelentős különbségek lehetnek az időjárásban: az északi, dombos területeken hűvösebb, míg a lankásban déli részein enyhébb az éghajlat.
A nyár általában forró és száraz, nagyon kevés az eső, a relatív páratartalom általában alacsony, az éjszakák hűvösek. A legtöbb csapadék késő ősztől tavasz közepéig fordul elő, de nincs különösebben esős hónap. A legmelegebb hónap a július (átlagos minimum hőmérséklet 26 °C, az átlagos maximum hőmérséklet 36 °C), a leghidegebb a január (átlag minimum hőmérséklet -1 °C, az átlagos maximum hőmérséklet 8 °C). A legmagasabb, valaha mért hőmérséklet 43 °C volt, a legalacsonyabb pedig -17 °C, ezt 2008. január 5-én és 6-án regisztrálták.
| Hónap                                            | Jan.  | Feb.  | Már. | Ápr. | Máj. | Jún. | Júl. | Aug. | Szep. | Okt. | Nov. | Dec.  | Év    |
| ------------------------------------------------ | ----- | ----- | ---- | ---- | ---- | ---- | ---- | ---- | ----- | ---- | ---- | ----- | ----- |
| Rekord max. hőmérséklet (°C)                     | 19,6  | 23,0  | 28,0 | 32,4 | 37,0 | 41,0 | 43,0 | 42,0 | 38,0  | 33,4 | 26,0 | 21,0  | 43,0  |
| Átlagos max. hőmérséklet (°C)                    | 7,9   | 10,4  | 15,4 | 22,1 | 27,9 | 33,9 | 36,6 | 35,6 | 31,6  | 24,4 | 16,2 | 10,0  | 22,7  |
| Átlagos min. hőmérséklet (°C)                    | −1,0  | 1,0   | 5,0  | 12,0 | 16,0 | 22,0 | 26,0 | 24,0 | 21,0  | 14,0 | 7,0  | 2,0   | 12,5  |
| Rekord min. hőmérséklet (°C)                     | −17,0 | −13,0 | −8,0 | −4,0 | 2,4  | 5,0  | 14,0 | 13,0 | 9,0   | 2,8  | −7,0 | −13,0 | −17,0 |
| Átl. csapadékmennyiség (mm)                      | 34    | 32    | 40   | 30   | 15   | 3    | 2    | 1    | 1     | 10   | 26   | 34    | 228   |
| Havi napsütéses órák száma                       | 166   | 172   | 210  | 267  | 287  | 348  | 366  | 351  | 327   | 278  | 147  | 141   | 3060  |
| Forrás: IRAN METEOROLOGICAL ORGANIZATION (IRIMO) |       |       |      |      |      |      |      |      |       |      |      |       |       |

## Története

Teherán térképe 1857-ből

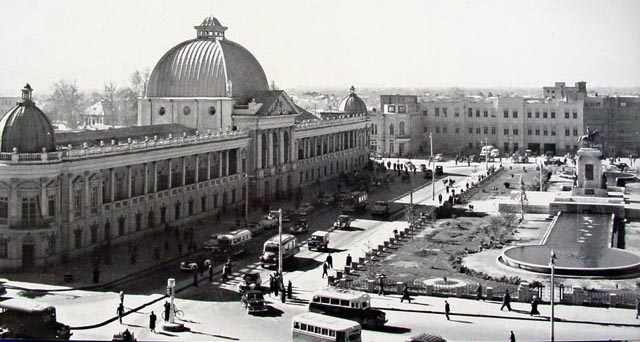
Régi fénykép a Tupkane térről, mielőtt lerombolták

### Kezdetek
A feltárások szerint Teherán helyén már i. e. 6000 körül is léteztek települések. 

### Középkor
A 9. században Teheránt faluként ismerték és jelentősége eltörpült a szomszédos Réj városé mellett, amely a mongol hódítás előtti időszakban élte virágkorát. A mongol uralom idejéből származó források "Ragesz Tehránja" néven említik. Hamdollah Mosztufi 1340-ben írt Nuzhat al-Klub című műve híres falunak nevezi.
Valószínűleg Don Ruy Gonzáles de Clavijo, a kasztíliai király követe volt az első európai, aki meglátogatta Teheránt, amikor 1404 júliusában, útban Szamarkand felé (ma Üzbegisztán) megállt itt. Ebben az időben Teheránt nem vették körbe városfalak.

### Újkor
A 17. században Teherán a Szavafida-dinasztia uralkodóinak székhelye lett. I. Tahmászp bazárt építtetett itt és falat a város köré. I. Abbász idején azonban kiesett az uralkodók kegyeiből, miután Abbász, az üzbégek elleni háborúba tartva, megbetegedett Teheránban.
A 18. század elején Karím zand kán elrendelte, hogy palotát és kormányzati épületet húzzanak fel Teheránban, később mégis Sirázba költöztette kormányát. Teherán 1795-ben végül Perzsia fővárosává vált, miután Aga Mohamed Kánt, a Kádzsár-dinasztia alapítóját a városban koronázták királlyá. Azóta főváros.

### 20. század
A második világháború idején brit és szovjet csapatokat szállásoltak el a városban. Itt tartotta 1943-ban a teheráni konferenciát a három szövetséges vezető, Franklin D. Roosevelt amerikai elnök, Winston Churchill brit miniszterelnök és Joszif Visszarionovics Sztálin szovjet diktátor.
A háborút követően a város régi építészeti szimbólumai Mohammad Reza Pahlavi iráni sah uralma áldozataivá váltak. A sah úgy gondolta, egy modern városhoz nem illenek olyan régi épületek, mint a Golesztán-palota nagy részei, a Takie-je Dovlat vagy a Tupkane tér. Ezért ezeket szisztematikusan lerombolták és modern épületeket húztak fel a helyükbe az 1950-es és 1960-as években. Az átalakítást ma már buta hibának tartják, amely visszafordíthatatlanul megkárosította a város arculatát.
1978. szeptember 8-án a sah elleni tüntetések lázongássá fajultak. A hadsereg többször is tüzet nyitott a tüntető tömegekre. Forradalom tört ki és 1978 és 1980 közt rendkívüli állapot volt érvényben.
Az 1980 és 1988 közt vívott irak–iráni háború alatt Teherán lakó- és ipari negyedeit ismételten Scud rakéta támadások érték, amelyek több ezer áldozatot követeltek. A város növekedése és a modernizáció az 1990-es években felgyorsult a háború végét követően.

## Demográfia
Teherán Irán legnagyobb városa, elővárosokkal a 2010-es évek végén mintegy 14 millió fő lakosú, és az egyik legnépesebb a világ nagyvárosai között. Magának a városnak a lakossága 2016-ban mintegy 8,7 – 8,8 millió fő.

### Népességének változása
A város népességének változása:
| Lakosok száma | 7 711 230 | 8 846 782 | 8 693 706 |
|               | 2006      | 2012      | 2016      |

### Etnikumok
A perzsákon kívül számos nemzetiség él a városban, mint azeriek, örmények, asszírok, kurdok és perzsa zsidók. 

### Vallás
A síita iszlám az államvallás és a lakosok zöme ennek követője.
A városban élnek még szunniták, és kevés keresztény, zsidó, szikh és zoroasztriánus is.
A sok mecseten kívül ezért több keresztény templom és zsinagóga is található Teheránban. A könyv népei megtűrt vallások.

## Gazdaság
Irán iparának több mint fele a fővárosba összpontosul: többek közt autó-, elektronikai, fegyver-, textil-, cukor-, cementgyárai, vegyi üzemei és olajfinomítója van, a szőnyeg és bútorkereskedelem központja.
A hatalmas városnak Nyugat-Ázsiában példátlan nagyságú autópályahálózata is van.

## Kultúra

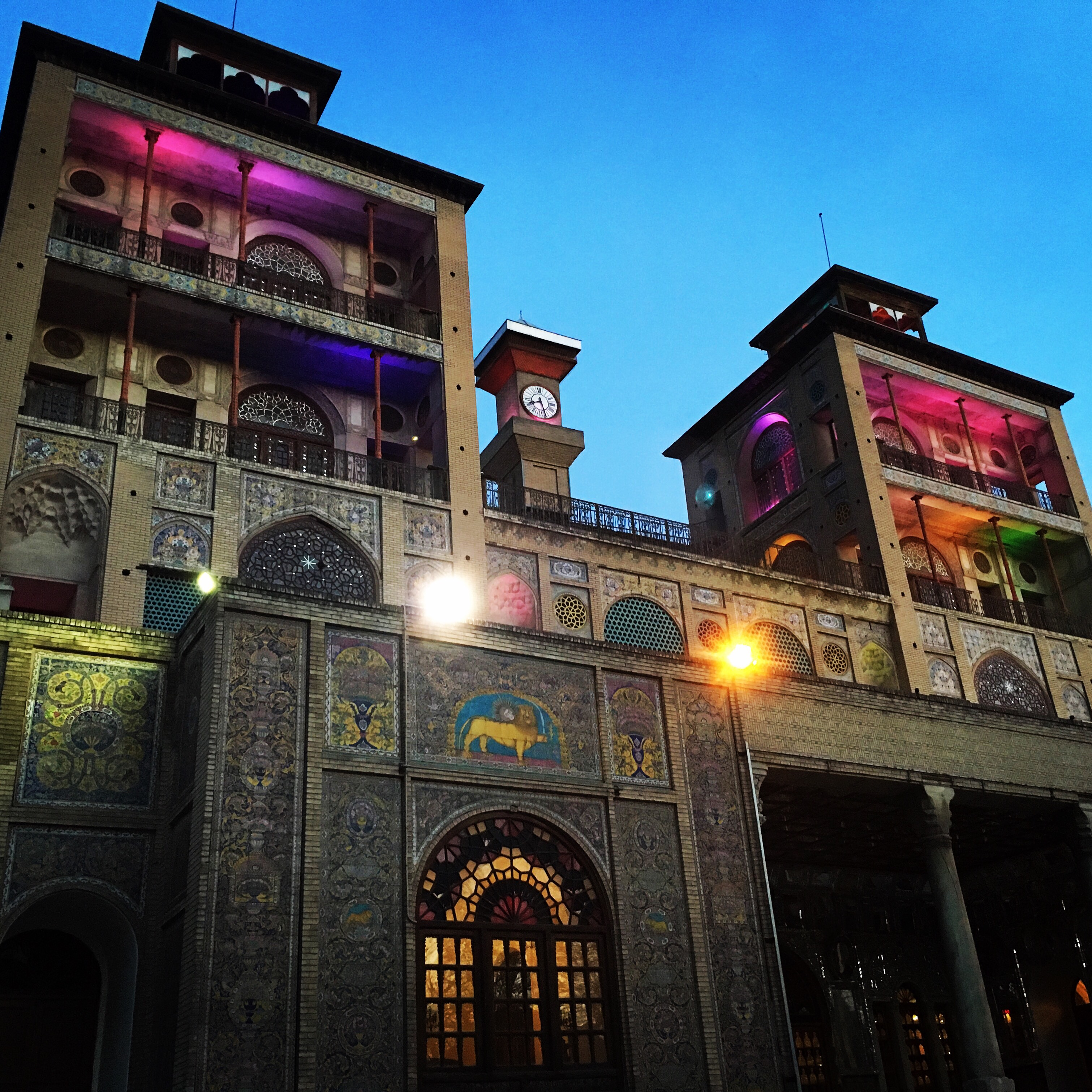
A Golesztán palota

Khomeini-mauzóleum.

### Színház
- városi színház: (Vahdat Concert Hall) 1000 ülőhely van a színházban.
- Rudaki Hall (Rudaki zenekar terme)
- Nasr (régi színház)

### Múzeumok
- Szőnyegmúzeum
- Archeológiai múzeum
- A Nemzeti bank koronaékszer-múzeuma: rengeteg ékszer a 18. századból.

### Egyéb
- Golesztán palota

## Híres emberek
- Itt hunyt el Alekszandr Gribojedov (1795–1829) orosz drámaíró
- Itt született Dáriús Mehrdzsúi (1939–2023) filmrendező, forgatókönyvíró

## Közlekedés

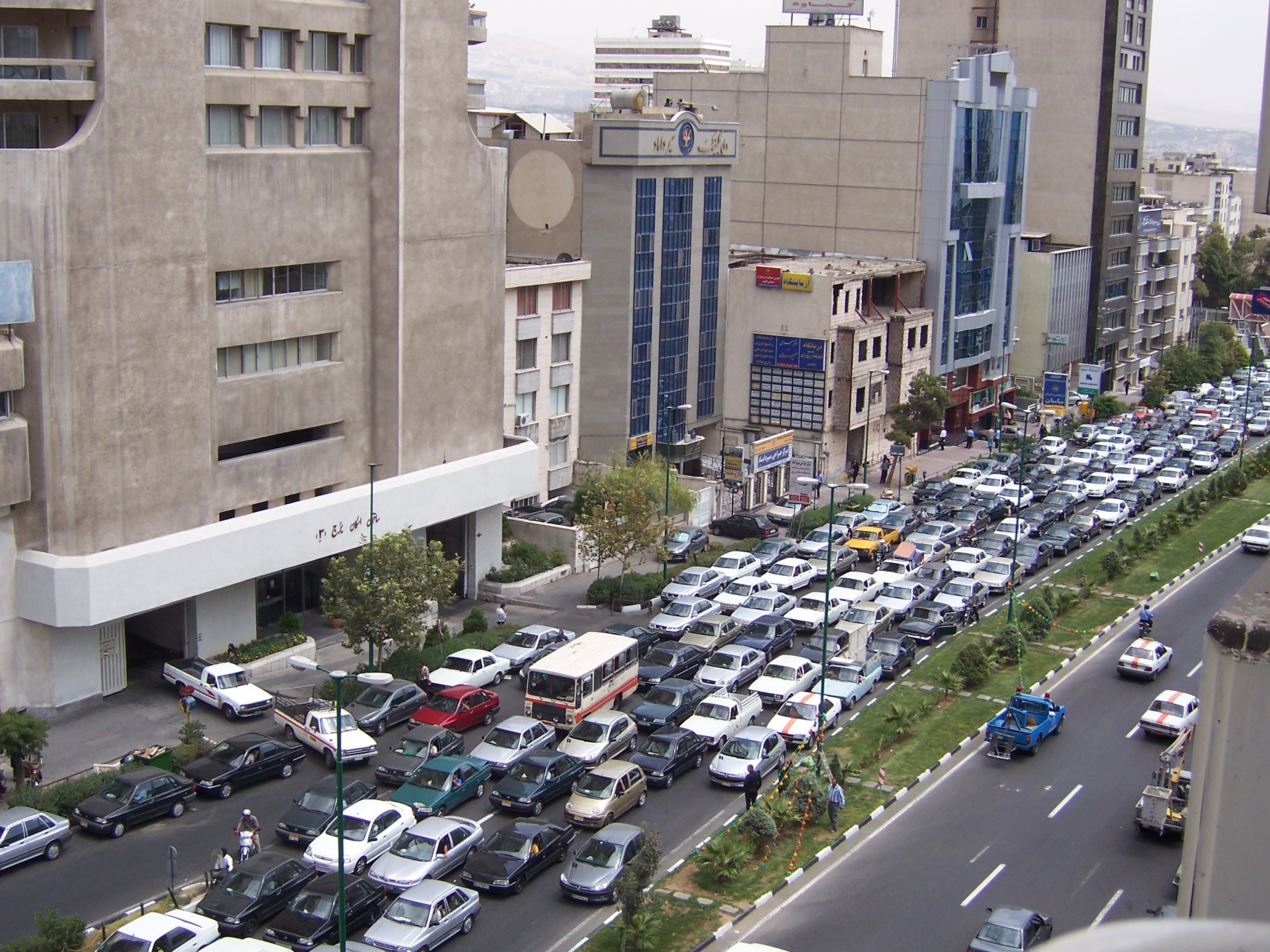
Teheráni utcai forgalma a Mirdamad és Valiasr utcák kereszteződésében

Teheránnak 280 km-es autópálya-hálózata van, és további 180 km ráhajtó- és csomóponti útja.
Metróhálózatát már az 1970-es években elkezdték tervezni, de csak 2001-ben nyitották meg. A metró fejlesztését akadályozta az Iszlám Forradalom és az Irak–iráni háború. A metró kései elkészülte a buszok forgalmát növelte meg, amik többnyire nagy távolságú útvonalakon járnak. A helyi közlekedés nagyrészt a taxisokra hárul, amik egy-egy körzeten belül, a főútvonalakon mozognak, így az utasnak célja eléréséhez rendszerint több taxiba is át kell szállnia.
Mindez nagy légszennyezettséghez vezetett a városon belül. A három metróvonal valamelyest enyhített a helyzeten.
A városnak két repülőtere van, a kisebb Mehrábádi nemzetközi repülőtér, ami egy katonai reptér bővítésével jött létre a város nyugati részében, és a Teheráni nemzetközi repülőtér, ami 50 km-re van délre a várostól.
Teheránban a központi pályaudvarról az ország minden részébe indulnak vonatok.
Négy buszpályaudvarról távolsági buszjáratok indulnak a vidéki települések felé.
Érdekesség: itt futott a leghosszabb magyar busz, a duplacsuklós Ikarus 293-as egyetlen példánya.

## Galéria

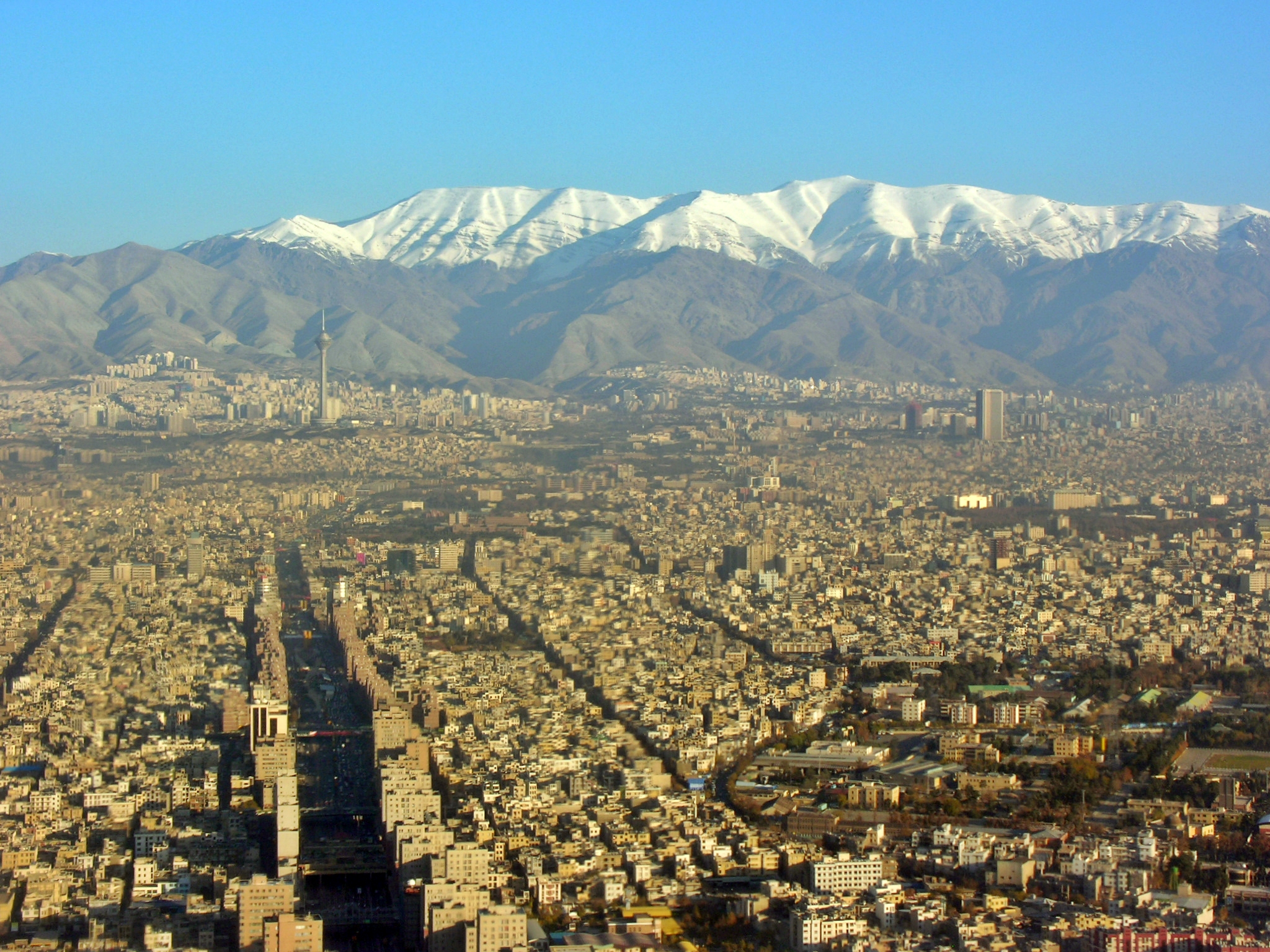
Teherán légifényképe
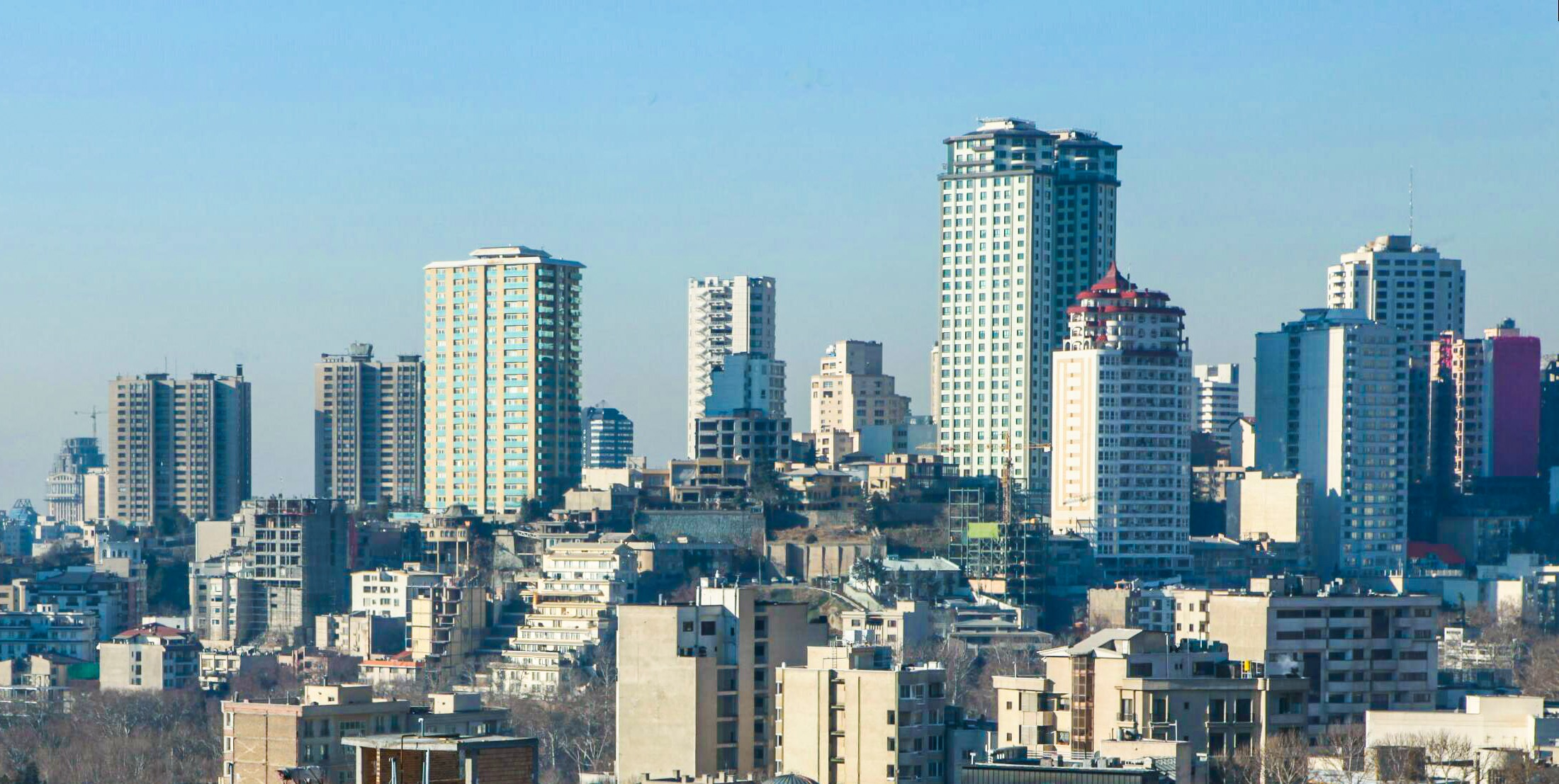
Teherán
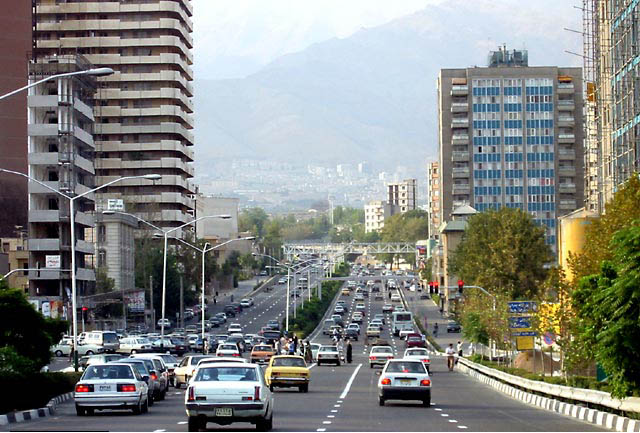
Kordesztán út
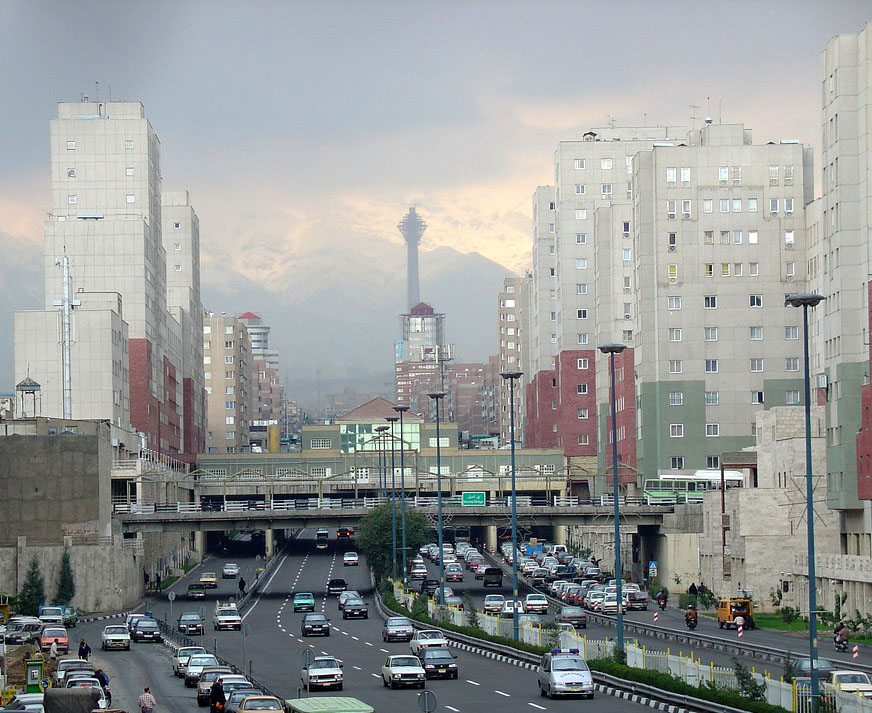
Háttérben a Milad torony
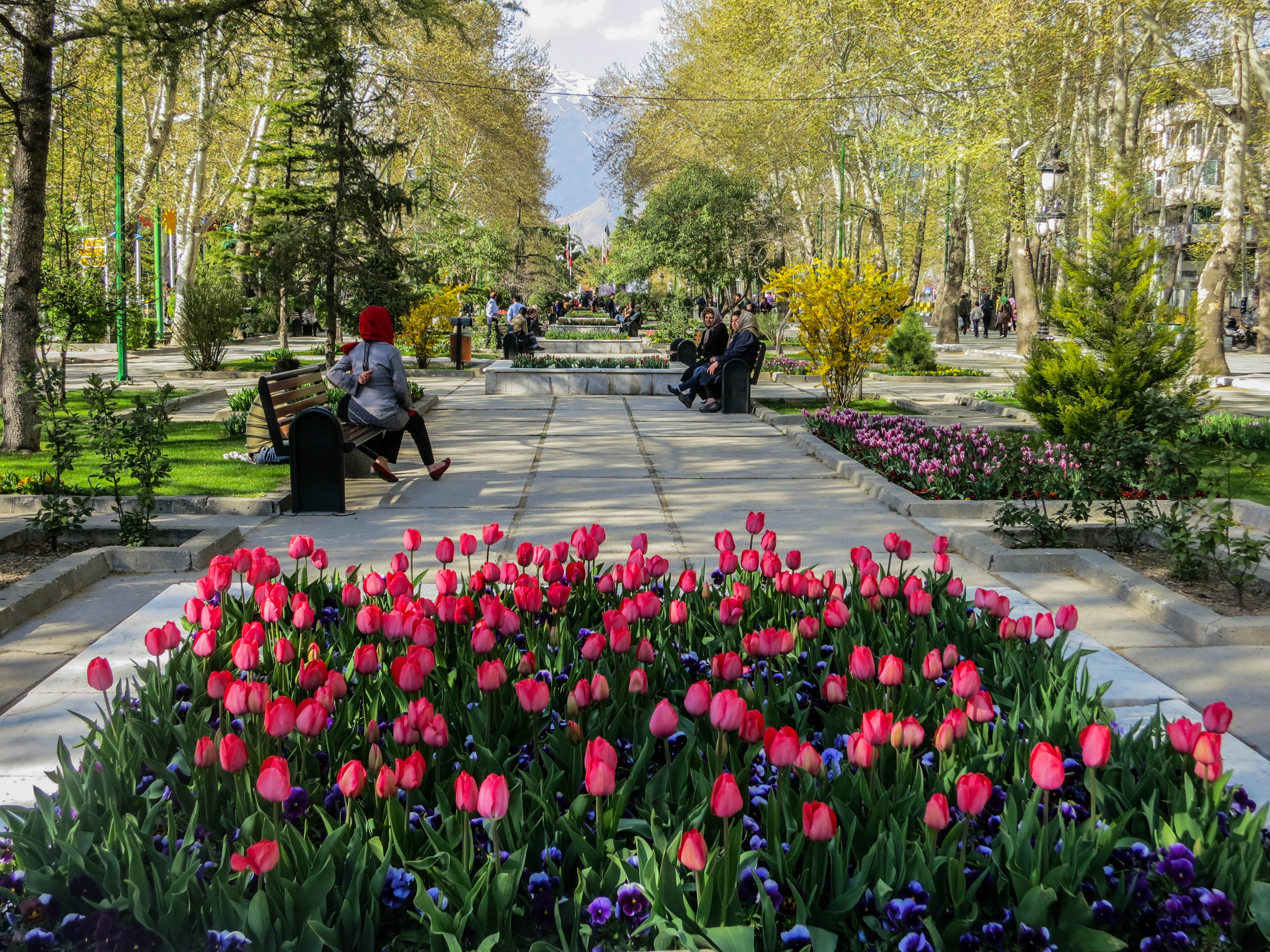
Mellat Park
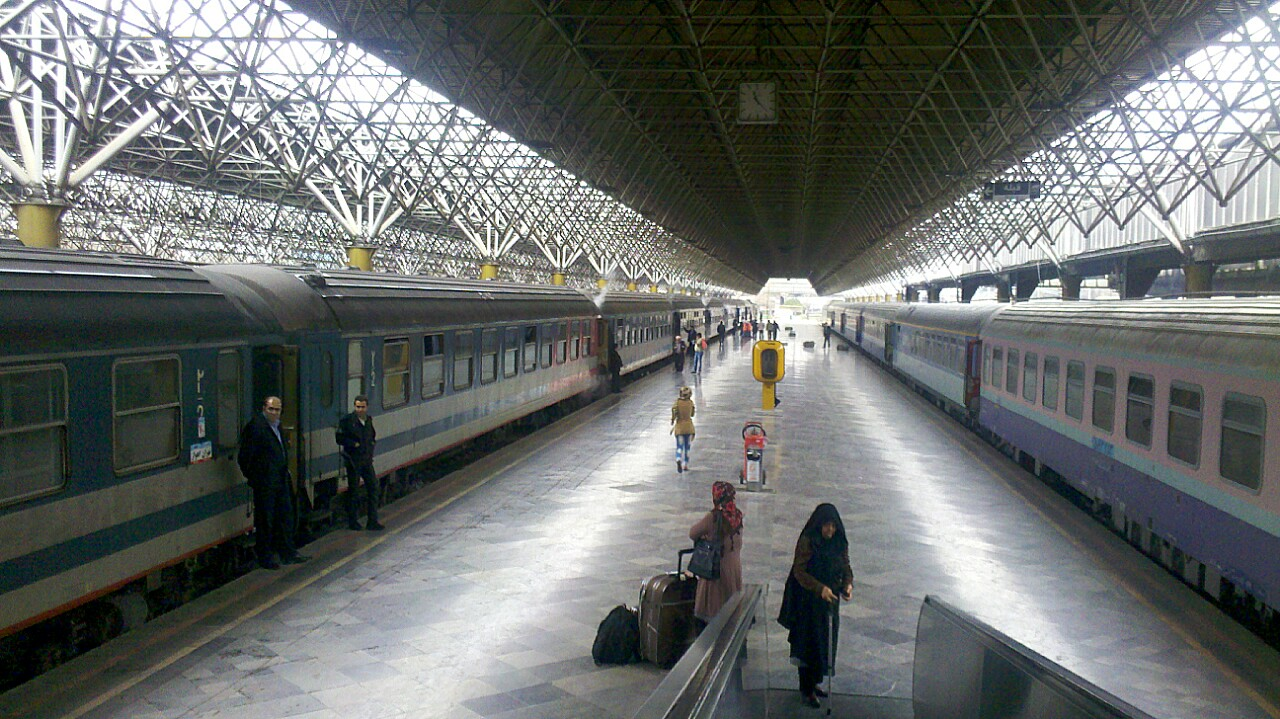
Vasútállomás
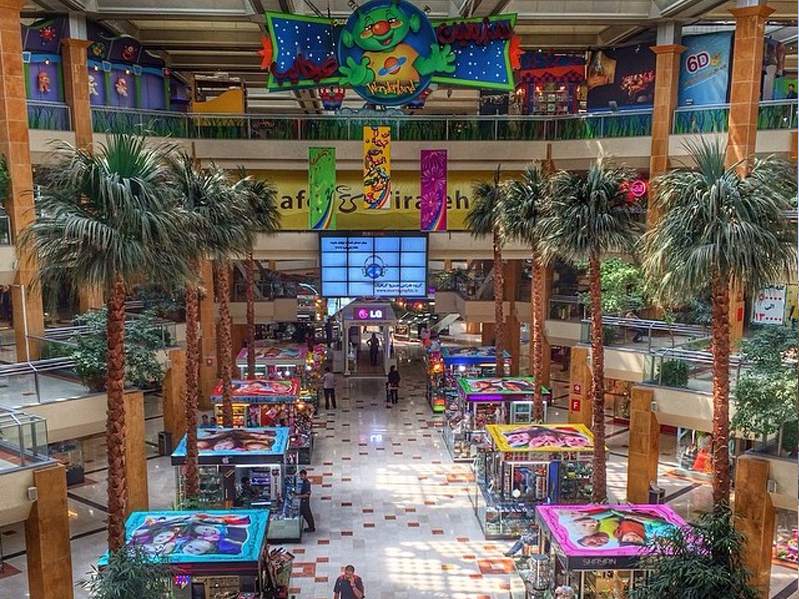
Tiraje Bevásárlóközpont